# Tầng Road
| Hệ/ Kỷ                               | Thống/ Thế   | Bậc/ Kỳ      | Tuổi (Ma) | Tuổi (Ma) |
| ------------------------------------ | ------------ | ------------ | --------- | --------- |
| Trias                                | Hạ/Sớm       | Indu         | trẻ hơn   | trẻ hơn   |
| Permi                                | Lạc Bình     | Trường Hưng  | 251.902   | 254.14    |
| Permi                                | Lạc Bình     | Ngô Gia Bình | 254.14    | 259.1     |
| Permi                                | Guadalupe    | Capitan      | 259.1     | 265.1     |
| Permi                                | Guadalupe    | Word         | 265.1     | 268.8     |
| Permi                                | Guadalupe    | Road         | 268.8     | 272.95    |
| Permi                                | Cisural      | Kungur       | 272.95    | 283.5     |
| Permi                                | Cisural      | Artinsk      | 283.5     | 290.1     |
| Permi                                | Cisural      | Sakmara      | 290.1     | 295.0     |
| Permi                                | Cisural      | Assel        | 295.0     | 298.9     |
| Carbon                               | Pennsylvania | Gzhel        | già hơn   | già hơn   |
| Phân chia kỷ Permi theo ICS năm 2017 |              |              |           |           |

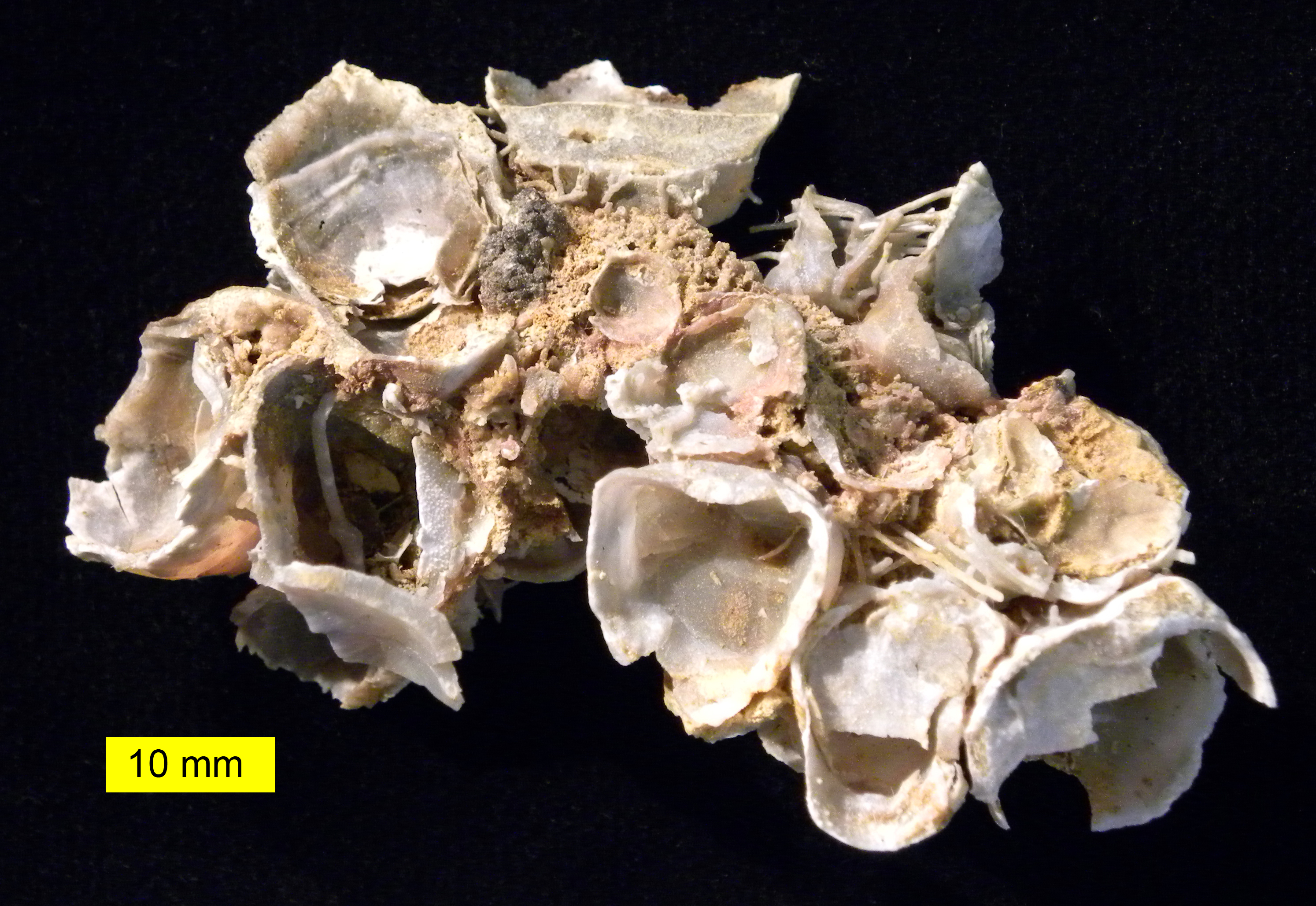
Hercosestria cribrosa.

Tầng Road (còn gọi là tầng Ufa) là tầng động vật đầu tiên của thế Guadalupe trong kỷ Permi. Nó kéo dài từ khoảng 270,6 ± 0,7 triệu năm trước (Ma) tới khoảng 268 ± 0,7 Ma. Tên gọi của nó lấy theo thành hệ Road (Road formation) của dãy núi Guadalupe.
GSSP chính thức của ICS là thành hệ Cutoff, kiểu địa tầng Canyon, miền nam dãy núi Guadalupe, Texas, Hoa Kỳ. Mốc đánh dấu sự bắt đầu của tầng này là thời điểm xuất hiện lần đầu tiên của loài động vật răng nón Jinogondolella nanginkensis. Mốc đánh dấu sự kết thúc của tầng này là thời điểm xuất hiện lần đầu tiên của loài động vật răng nón Jinogondolella aserrata.